# Bhaskar Kumar Mitra
Bhaskar Kumar Mitra es un diplomático indio retirado.
- El 26 de julio de 1966 entró al Indian Foreign Service.
- De 1989 a 1993 fue Encargado de negocios en Rangún.
- De noviembre de 1998 a diciembre de 1998 fue Decano (diplomacia) en funciones del Foreign Service Institute, India.
- Del 28 de diciembre de 1998 al 13 de agosto de 2002 fue embajador en Taskent y concurrentemente acreditado en Asjabad (Turkmenistán).[1]
- De julio de 2002 a 23 de junio de 2005 fue embajador en Manama.
- Del 23 de junio de 2005 al 11 de agosto de 2008 fue embajador en Rangún.[2]